# Hornowo II (sielsowiet Tumiłowicze)
Hornowo II – dawny zaścianek. Tereny na których leżał znajdują się obecnie na Białorusi, w obwodzie witebskim, w rejonie dokszyckim, w sielsowiecie Tumiłowicze.
Inna nazwa miejscowości – Hornowo-Karczewatka lub Hornowo-Karczewski.

## Historia
W czasach zaborów w gminie Postawy, w powiecie dzisieńskim, w guberni wileńskiej Imperium Rosyjskiego.
W dwudziestoleciu międzywojennym zaścianek leżał w Polsce, w województwie wileńskim, w powiecie duniłowickim, od 1926 w powiecie dziśnieńskim, w gminie Tumiłowicze, a następnie w gminie Hołubicze.
Powszechny Spis Ludności z 1921 roku podał łączne dane kolonii Hornowo. W skład kolonii zgodnie ze Spisem weszły Hornowo I i II (po 1926 r. w gminie Dokszyce) oraz Hornowo I, II, III, IV, V, VI i VII (od 1926 w gminie Hołubicze). Zamieszkiwało tu 146 osób, 71 było wyznania rzymskokatolickiego a 75 prawosławnego. Jednocześnie 64 mieszkańców zadeklarowało polską przynależność narodową a 82 białoruską. Było tu 17 budynków mieszkalnych. W 1931 w 1 domu zamieszkiwało 8 osób.
Wierni należeli do parafii rzymskokatolickiej w Bobrowszczyźnie i prawosławnej w Hołubiczach. Miejscowość podlegała pod Sąd Grodzki w Dokszycach i Okręgowy w Wilnie; właściwy urząd pocztowy mieścił się w Tumiłowiczach.